# Stavby navržené Le Corbusierem
Le Corbusier, původním jménem Charles-Édouard Jeanneret-Gris, byl švýcarsko-francouzský architekt, který se věnoval i malířství a urbanismu. Svým radikálním dílem i výtvarným citem výrazně ovlivnil vývoj moderní architektury a je považován za největšího architekta 20. století. 17 budov či skupin budov z díla Le Corbusiera bylo v roce 2016 zařazeno na seznam světového kulturního dědictví UNESCO.

## Budovy chráněné UNESCEM
Následující tabulka zahrnuje pouze objekty chráněné UNESCEM, nejedná se o kompletní architektovo dílo.
| č  |           | Město                          | Budova či soubor budov                     | Účel            | Přesná lokalizace                 | Foto |
| -- | --------- | ------------------------------ | ------------------------------------------ | --------------- | --------------------------------- | ---- |
| 01 | Francie   | Paříž, Francie                 | Vila La Roche                              | Obydlí          | 48°51′7″ s. š., 2°15′55″ v. d.    |      |
| 02 | Švýcarsko | Corseaux, Švýcarsko            | Dům pro vlastní rodiče u Ženevského jezera | Obydlí          | 46°28′6″ s. š., 6°49′45″ v. d.    |      |
| 03 | Francie   | Pessac, Francie                | Dělnická kolonie                           | Obydlí          | 44°47′56″ s. š., 0°38′52″ z. d.   |      |
| 04 | Belgie    | Antverpy, Belgie               | Vila Guiette                               | Obydlí          | 51°11′1″ s. š., 4°23′36″ v. d.    |      |
| 05 | Německo   | Stuttgart, Německo             | Bytové domy v Weissenhofu                  | Obydlí          | 48°48′2″ s. š., 9°10′39″ v. d.    |      |
| 06 | Francie   | Poissy, Francie                | Vila Savoye a domek zahradníka             | Obydlí          | 48°55′28″ s. š., 2°1′42″ v. d.    |      |
| 07 | Švýcarsko | Ženeva, Švýcarsko              | Bytové domy Clarte                         | Obydlí          | 46°12′1″ s. š., 6°9′23″ v. d.     |      |
| 08 | Francie   | Paříž, Francie                 | Dům Molitor                                | Obydlí          | 48°50′36″ s. š., 2°15′5″ v. d.    |      |
| 09 | Francie   | Marseille, Francie             | Kolektivní dům Unité d'habitation          | Obydlí          | 43°15′41″ s. š., 5°23′47″ v. d.   |      |
| 10 | Francie   | Saint-Dié-des-Vosges, Francie  | Výrobní hala v Saint-Dié                   | Průmysl         | 48°17′26″ s. š., 6°57′2″ v. d.    |      |
| 11 | Argentina | La Plata, Argentina            | Dům Curutchet                              | Obydlí          | 34°54′41″ j. š., 57°56′31″ z. d.  |      |
| 12 | Francie   | Ronchamp, Francie              | Kaple Notre Dame du Haut                   | Sakrální stavba | 47°42′14″ s. š., 6°37′16″ v. d.   |      |
| 13 | Francie   | Roquebrune-Cap-Martin, Francie | Chata Le Cabanon                           | Obydlí          | 43°45′37″ s. š., 7°27′46″ v. d.   |      |
| 14 | Indie     | Čandígarh, Indie               | Budova Nejvyššího soudu                    | Veřejná budova  | 30°45′32″ s. š., 76°48′18″ v. d.  |      |
| 15 | Francie   | Éveux, Francie                 | Klášter Sainte-Marie de La Tourette        | Sakrální stavba | 45°49′9″ s. š., 4°37′20″ v. d.    |      |
| 16 | Japonsko  | Tokio, Japonsko                | Národní muzeum západního umění             | Veřejná budova  | 35°42′56″ s. š., 139°46′33″ v. d. |      |
| 17 | Francie   | Firminy, Francie               | Dům kultury ve Firminy                     | Veřejná budova  | 45°23′0″ s. š., 4°17′21″ v. d.    |      |